# ロバート・サーティース
ロバート・サーティース（Robert Surtees, 1906年8月9日 - 1985年1月5日）はアメリカ合衆国ケンタッキー州出身の撮影監督。

## 人物
1920年代からグレッグ・トーランドのアシスタントとして働き始める。1940年代から撮影監督として活躍し、撮影を手がけた1950年の『キング・ソロモン』、1952年の『悪人と美女』、1959年の『ベン・ハー』でアカデミー撮影賞を受賞している。ノミネートは16作品に及んだ。息子のブルースも撮影監督となった。

## 主な作品
- 百万人の音楽 Music for Millions (1944)
- 東京上空三十秒 Thirty Seconds Over Tokyo (1944)
- スイングの少女 A Date with Judy (1948)
- キング・ソロモン King Solomon's Mines (1950)
- クォ・ヴァディス Quo Vadis (1951)
- メリイ・ウィドウ The Merry Widow (1952)
- 悪人と美女 The Bad and the Beautiful (1952)
- モガンボ Mogambo (1953)
- オクラホマ! Oklahoma! (1955)
- 魅惑の巴里 Les Girls (1957)
- 愛情の花咲く樹 Raintree County (1957)
- ゴーストタウンの決斗 The Law and Jake Wade (1958)
- ベン・ハー Ben-Hur (1959)
- シマロン Cimarron (1960)
- 戦艦バウンティ Mutiny on the Bounty (1962)
- ビッグトレイル The Hallelujah Trail (1965)
- コレクター The Collector (1965)
- 名誉と栄光のためでなく Lost Command (1966)
- ドリトル先生不思議な旅 Doctor Dolittle (1967)
- 卒業 The Graduate (1967)
- スイート・チャリティ Sweet Charity (1969)
- L・B・ジョーンズの解放 The Liberation of L.B. Jones (1970)
- おもいでの夏 The Summer of '42 (1971)
- ラスト・ショー The Last Picture Show (1971)
- 失われた地平線 Lost Horizon (1973)
- オクラホマ巨人 Oklahoma Crude (1973)
- スティング The Sting (1973)
- 華麗なるヒコーキ野郎 The Great Waldo Pepper (1975)
- ヒンデンブルグ The Hindenburg (1975)
- スター誕生 A Star Is Born (1976)
- 愛と喝采の日々 The Turning Point (1977)
- セイム・タイム、ネクスト・イヤー Same Time, Next Year (1978)